# Брауни

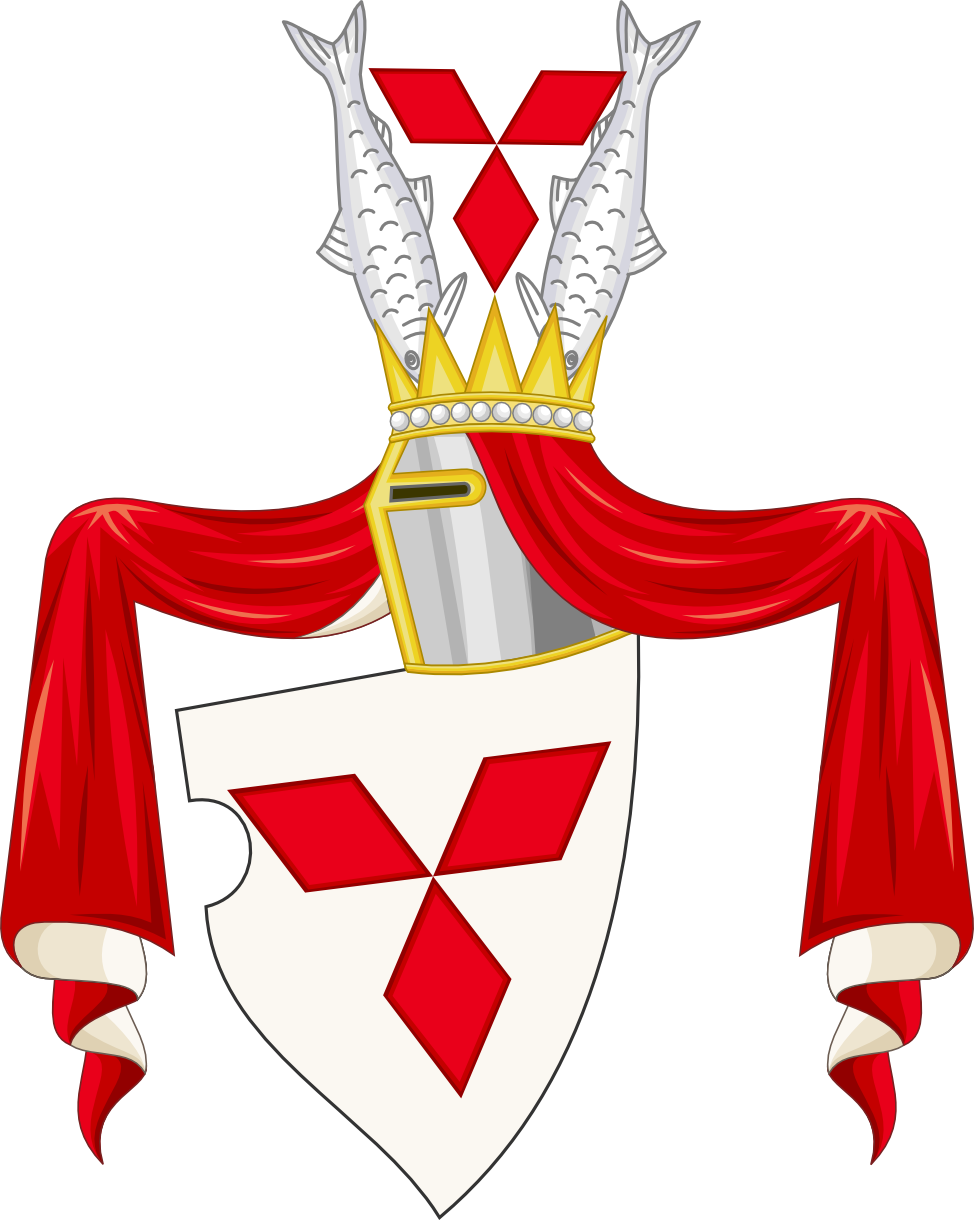
Герб роду фон Браун.

Барони фон Брауни (нім. Freiherr von Braun) — знатний сілезький рід, відомий з 1285 року.

## Відомі представники
- Август Вільгельм фон Браун (1701—1770) — прусський генерал-лейтенант.
- Вільгельм фон Браун (1883—1941) — німецький юрист і дипломат.
- Генріх Готтлоб фон Браун (1717—1798) — прусський генерал-лейтенант.
- Йоахім фон Браун (1905—1974) — німецький юрист.
- Йоахім фон Браун (1950) — німецький сільськогосподарський вчений.
- Карола фон Браун (1942) — німецький політик (Вільна демократична партія Німеччини).
- Крістіна фон Браун (1944) — німецький культуролог.
- Магнус фон Браун (1878—1972) — німецький політик.
  - Сигізмунд фон Браун (1911—1998) — німецький дипломат.
  - Вернер фон Браун (1912—1977) — німецький і американський інженер, конструктор ракет.
    - Маргарет фон Браун (1952) — американський вчений-еколог.

  - Магнус фон Браун (1919—2003) — німецький інженер-хімік і конструктор ракет.
- Юліус фон Браун (1868— 1931) — німецький земельний радник.